# Khanapur
Khanapur è una suddivisione dell'India, classificata come town panchayat, di 16.563 abitanti, situata nel distretto di Belgaum, nello stato federato del Karnataka. In base al numero di abitanti la città rientra nella classe IV (da 10.000 a 19.999 persone).

## Geografia fisica
La città è situata a 15° 38' 18 N e 74° 30' 46 E.

## Società

### Evoluzione demografica
Al censimento del 2001 la popolazione di Khanapur assommava a 16.563 persone, delle quali 8.474 maschi e 8.089 femmine. I bambini di età inferiore o uguale ai sei anni assommavano a 2.039, dei quali 1.041 maschi e 998 femmine. Infine, coloro che erano in grado di saper almeno leggere e scrivere erano 12.328, dei quali 6.825 maschi e 5.503 femmine.